# Saline Joniche
Saline Joniche è una frazione costiera del comune di Montebello Jonico, in provincia di Reggio Calabria che si estende parallelamente a un lungo tratto della strada statale 106 Jonica, attraverso cui è facilmente raggiungibile.

## Storia

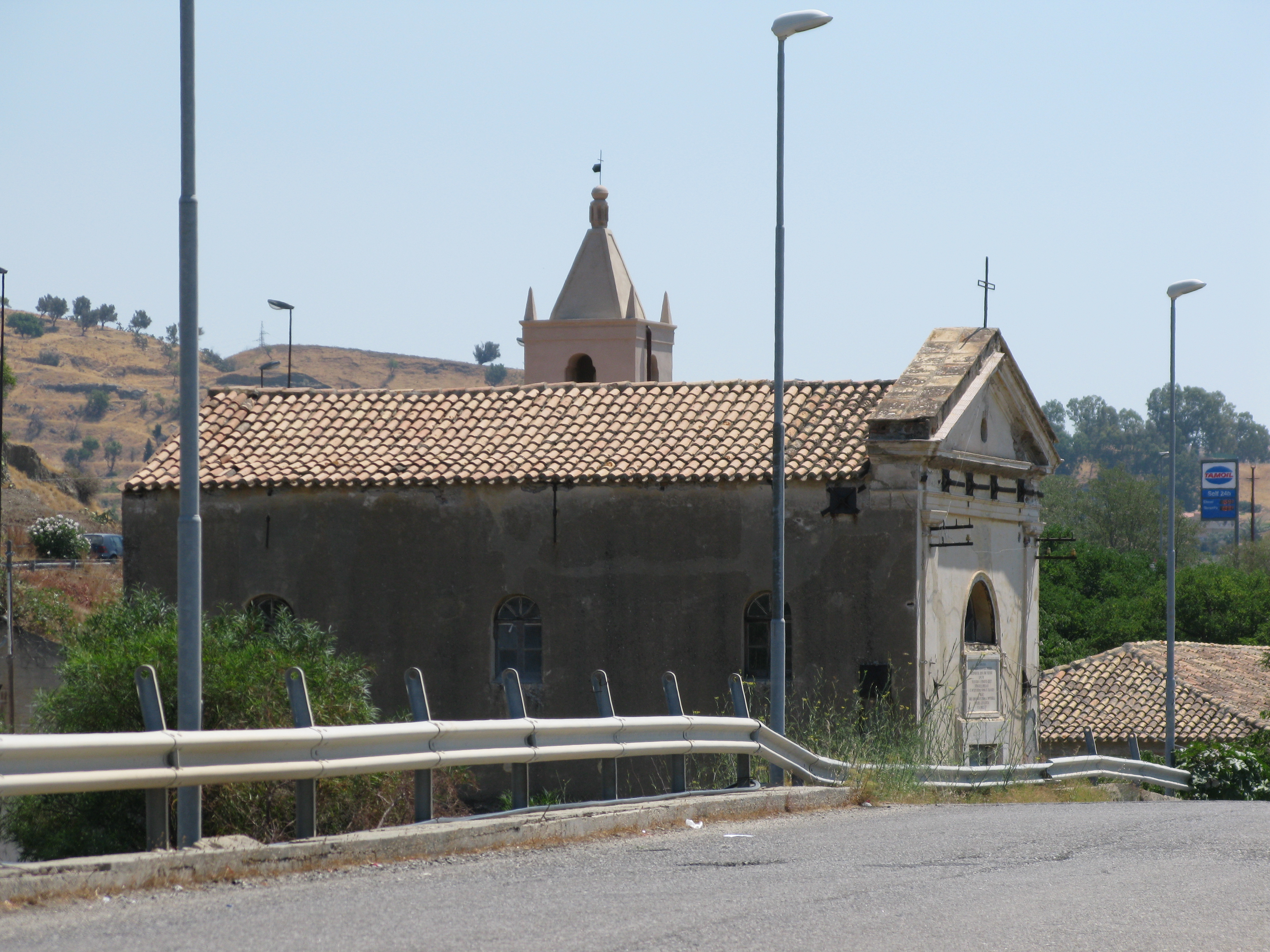
Chiesa di Santa Maria del Rosario di Pompei

Saline Joniche nasce pochi anni dopo il 1807 dal Borgo di Rocca Calojero, oggi Borgata Rocca. Nel 1816 Saline Joniche fu annessa insieme a Fossato Jonico al comune di Montebello Jonico.
Negli anni '70 e '80, l'area di Saline Joniche fu al centro di un importante processo di sviluppo industriale e infrastrutturale che portò alla realizzazione del complesso industriale della Liquichimica Biosintesi, di un porto industriale e dell'Officina Grandi Riparazioni delle Ferrovie dello Stato.
L'esperienza industriale di Saline Joniche però ebbe una durata breve e molto limitata: la Liquichimica fu chiusa pochi mesi dopo l'inaugurazione a causa della pericolosità dei mangimi prodotti, l'Officina Grandi Riparazioni fu chiusa all'inizio degli anni 2000 e il porto, di fatto mai veramente entrato in attività, è stato danneggiato da una violenta mareggiata ed è attualmente ostruito da un imponente banco di sabbia. 
Nei pressi dell'area della Liquichimica sono presenti due laghetti che costituiscono un'oasi naturale utilizzata per la sosta da molti uccelli migratori (principalmente folaghe, anatre, aironi cenerini e cavalieri d’Italia, e talvolta anche fenicotteri rosa). A causa della sua importanza in quanto habitat naturale che garantisce il mantenimento della biodiversità, tale oasi è stata inserita dall’Unione europea tra i siti di interesse comunitario.
Nel 2012 la provincia di Reggio Calabria ha indetto un concorso volto alla riqualificazione del frontemare di Saline Joniche e la realizzazione di un parco naturale: il progetto vincitore prevede un intervento su di un'area di oltre 170 ettari posta lungo 8 km di costa, con la realizzazione di un parco scientifico, di un incubatore per imprese dedicate alla green economy e di un grande vivaio.
Infine, nei fondali marini di Saline è stato individuato il relitto della Laura C, nave mercantile adibita a scopi militari durante la II guerra mondiale.

## Luoghi d'interesse

### Chiesa del SS. Salvatore
Costruita nei primi anni del ‘900. Si trova nel centro del paese.
Ha un portale ad arco che dà accesso all’interno della sobria aula liturgica a una sola navata. È illuminata da vetrate policrome raffiguranti le stazioni della Via Crucis.
Custodisce la statua del Santissimo Salvatore.
Fa parte dell'unità parrocchiale anche la Chiesetta di Santa Maria del Carmine situata nella frazione di Stinò.

### Chiesa di Santa Maria del Rosario di Pompei
Situata in borgata S. Elia, la chiesa fu eretta nel 1895 a beneficio religioso degli abitanti di quella zona dal conte Giacomo Maria Piromallo dei Duchi di Capracotta e Barone di Montebello, il quale ne detenne a lungo il patronato. Una lapide apposta sulla facciata del tempio ricorda agli stanziali, al viadante e al postero, l'anno della sua costruzione, l'alto fine per cui fu pensato il luogo di culto, e il suo nobile patrono. La chiesa, tuttora funzionante e in ottimo stato, è giurisdizionalmente aggregata all'unità parrocchiale di S. Giuseppe in Annà (frazione di Melito Porto Salvo), insieme alla storica chiesa della Candelora in Pentedattilo